# Piekary (powiat średzki)
Piekary (niem. Beckern) – wieś w Polsce, położona w województwie dolnośląskim, w powiecie średzkim, w gminie Udanin.

## Podział administracyjny
W latach 1975–1998 miejscowość należała administracyjnie do województwa legnickiego.

## Nazwa
12 listopada 1946 nadano miejscowości polską nazwę Piekary.

## Historia
Najstarsze znane wzmianki o miejscowości pochodzą z 1346 roku. W roku tym patronat kościelny nad miejscowością objął klasztor benedyktynów pod wezwaniem Najświętszej Maryi Panny w Strzegomiu, który znajduje się 11 km od Piekar.

## Demografia
W 1933 r. w miejscowości mieszkało 711 osób, a w 1939 r. – 635 osób. W 2009 r. było ich 245, natomiast w marcu 2011 r. nieco więcej, 248.

## Zabytki
Do rejestru zabytków Narodowego Instytutu Dziedzictwa wpisane są:
- kościół parafialny pw. św. Jana Chrzciciela z XIV wieku, przebudowywany w 1719 roku oraz na przełomie XIX i XX wieku,
- cmentarz przykościelny,
- park z końca XIX wieku.